# Саксонија
Саксонија (глсрп. Sakska, лат. Saxonia), званично Слободна Држава Саксонија (глсрп. Swobodny Stat Sakska), је држава Немачке. На северу се граничи са Бранденбургом, на северозападу са Саксонија-Анхалтом, на западу са Слободном државом Тирингија, а на југозападу са Слободном државом Баварска. Поред тога, граница на истоку је међународна граница са Пољском, а на југу са Чешком.

## Историја Слободне државе Саксонија
Прва „Слободна Држава Саксонија“ настала је 1918. по абдикацији краља Саксоније и распуштања Саксонског краљевства. Године 1945, „Земља Саксонија“ је постала део совјетске окупационе зоне у Немачкој. Осим историјске области Саксоније, обухватила је и мали део некадашње пруске провинције Шлезија. Године 1952, Саксонија је административно укинута и претворена у 3 округа: Лајпциг, Кемниц, касније преименован у Карл-Маркс-Штат и Дрезден. По укидању комунистичког режима у Немачкој Демократској Републици и њеног уједињења са Савезном Републиком Немачком, 1990, поново је установљена Слободна држава Саксонија као федерална држава Немачке.

## Географија
У низије се убрајају околина Лајпцига, као и Горња и Доња Лужичка област на североистоку.
Даље ка југу, предели су брдовити, а уз чешку границу су планински. Рудне горе (Erzgebirge) се простиру од Баварске до реке Елбе. Кањон Елбе кроз ове планине познат је као Саксонска Швајцарска. Планине на истоку су ниже (Лужичко горје).
Најважнија, највећа и једина пловна река Саксоније је река Елба. Кроз државу протиче од југоистока ка северозападу. Друга значајна река је Шпреја. На источној граници је река Ниса, која се улива у Одру.

## Становништво

### Највећи градови
| Лајпциг Дрезден | 1.  | Лајпциг  | 531.582 | Кемниц Цвикау |
| Лајпциг Дрезден | 2.  | Дрезден  | 530.754 | Кемниц Цвикау |
| Лајпциг Дрезден | 3.  | Кемниц   | 242.022 | Кемниц Цвикау |
| Лајпциг Дрезден | 4.  | Цвикау   | 91.564  | Кемниц Цвикау |
| Лајпциг Дрезден | 5.  | Плауен   | 63.967  | Кемниц Цвикау |
| Лајпциг Дрезден | 6.  | Герлиц   | 54.042  | Кемниц Цвикау |
| Лајпциг Дрезден | 7.  | Фрајберг | 40.268  | Кемниц Цвикау |
| Лајпциг Дрезден | 8.  | Бауцен   | 39.607  | Кемниц Цвикау |
| Лајпциг Дрезден | 9.  | Фрајтал  | 39.276  | Кемниц Цвикау |
| Лајпциг Дрезден | 10. | Пирна    | 37.645  | Кемниц Цвикау |

Највећи градови Саксоније су Лајпциг и Дрезден, а за њима следи Кемниц, па Цвикау. Од уједињења Немачке 1990, Саксонија је изгубила око 600.000 становника исељавањем у друге крајеве Немачке.
У држави Саксонија живи око 60.000 припадника словенске етничке групе Лужички Срби.
Најзначајније црквене заједнице су Лутеранска (Евангелистичка) и Римокатоличка.

## Привреда
Саксонија има најнапреднију економију од свих бивших источнонемачких држава. Економија је 2004. расла по стопи од 2,1%, што је више од националног просека. Ипак, стопа незапослености је висока, а инвестиције недовољне. Од индустријских грана најзначајније су микроелектроника и туризам.